# Distretto di Songjiang
Il distretto di Songjiang (cinese semplificato: 松江区; cinese tradizionale: 松江區; mandarino pinyin: Sōngjiāng Qū) è un distretto di Shanghai. Ha una superficie di 605 km² e una popolazione di 1.100.000 al 2010.